# Pista de Prat Montaner
La Pista de Prat Montaner és una pista del terme municipal de Conca de Dalt, al Pallars Jussà, dins de l'antic terme d'Hortoneda de la Conca, en territori de l'antiga caseria dels Masos de la Coma.
Arrenca de la cruïlla amb la Pista dels Masos de la Coma i el Camí dels Canemassos, des d'on surt cap al sud fent revolts per remuntar la costa de la muntanya a ponent de lo Peu de l'Obaga. Després d'alguns revolts tancats, emprèn cap a llevant per sota i al sud de l'Obaga de la Coma i per damunt i a migdia de lo Peu de l'Obaga, travessa los Canemassos, passa pel nord de Prat Montaner, on fa diversos revolts per pujar al mateix Prat Montaner, on acaba el seu recorregut.